# Батени (Тюменская область)
Батени — деревня в Исетском районе Тюменской области России. Входит в состав Рафайловского сельского поселения.

## Климат
Климат континентальный с холодной зимой и жарким непродолжительным летом. Продолжительность солнечного сияния — 2076 часов в год. Безморозный период длится в среднем 191 день. Среднегодовое количество осадков — 374 мм, из которых около 304 мм выпадает в период с апреля по октябрь. Продолжительность периода с устойчивым снежным покровом — 150 дней.

## История
До 1917 года в составе Исетской волости Ялуторовского уезда Тобольской губернии. По данным на 1926 год состояла из 131 хозяйства. В административном отношении являлось центром Батенинского сельсовета Исетского района Тюменского округа Уральской области.

## Население
| 2010 |
| ---- |
| 125  |

По данным переписи 1926 года в деревне проживало 588 человек (276 мужчин и 312 женщин), в том числе: русские составляли 100 % населения.

### Национальный состав
Согласно результатам переписи 2002 года, в национальной структуре населения русские составляли 91 % из 189 чел.